# Зана
Зана (груз. ზანა) — село в Грузії.
За даними перепису населення 2014 року в селі проживає 292 особи.